# 妮娜·列別傑娃
妮娜·米哈伊洛芙娜·列別傑娃（俄语：Нина Михайловна Лебедева，羅馬化：Nina Mikhaylovna Lebedeva，1895或1896年—1920年7月9日），曾經使用過基亞什科這個姓氏，雅科夫·特里亞皮岑之妻，也是他的游擊隊參謀長，廟街事件的屠殺共犯之一，最後與特里亞皮琴一同槍決死刑。

## 生平

### 給編輯的信
1925年10月9日，由「政治犯朱可夫斯基－朱可」發表在西伯利亞之光雜誌第4（5）期的一篇文章《給編輯的信》，描述了列別傑娃的生平簡介但是部分內容有待查證，作者很可能是革命人士作家約瑟夫·朱可夫斯基—朱克。
這篇文章內容表示，她在1896年出生在資產階級家庭，她的父親是一名鐵路技術人員，列別傑娃原本在莫斯科的體育館學校學習，參加戲劇活動被學校開除，轉而進入奔薩的一所藝術學校，在當地參加了社會革命組織的事務。她接觸到社会革命党人士，參與企圖刺殺奔薩省長的恐怖活動，她被逮捕定罪流放到外貝加爾州服刑尼布楚刑事勞改，此時大約才15或16歲。
1916年，她與她的兩個姐妹維拉以及娜傑日達一起被逮捕。二月革命後被釋放，極積參與赤塔工人代表苏维埃的工作。1918年4月3日，布尔什维克在選舉中取得連任赤塔工人代表蘇維埃的多數席位，之後決議把孟什维克與社会革命党驅逐出蘇維埃，此時列別傑娃逃往阿穆爾州成為地下革命組織的成員，在海兰泡逃脫逮捕後搬到伯力參與當地的地下組織，但是當地的革命失敗。1919年10月，她加入游擊隊。1919年11月2日，在阿納斯塔西耶夫卡舉行第一次黨派大會，她自稱為基亞什科，這個名字取用自不明來源取得的護照證件。
在廟街的對日戰爭，她使用的名字是妮娜·基亞什科，廟街事件大屠殺之後，白軍散布謠言說她是安德烈·基亞什科的親屬，謠言目的主要是打擊她在游擊隊的權威與聲望。

### 傳聞
- 她在勞改期間，外貝加爾州軍事總督（俄语：Военный губернатор (Россия)）安德烈·基亞什科（俄语：Кияшко, Андрей Иванович）與妻子葉蓮娜·伊凡諾芙娜·基亞什科[註 7][6]一起收留她，可能有遠親關係或是學生，但是《給編輯的信》[5][註 8]}}強烈表示列別傑娃與基亞什科兩人毫無任何關係。
- 她可能與玛丽亚·斯皮里多诺娃一起在外貝加爾州服刑，但是無法證實。

## 死亡

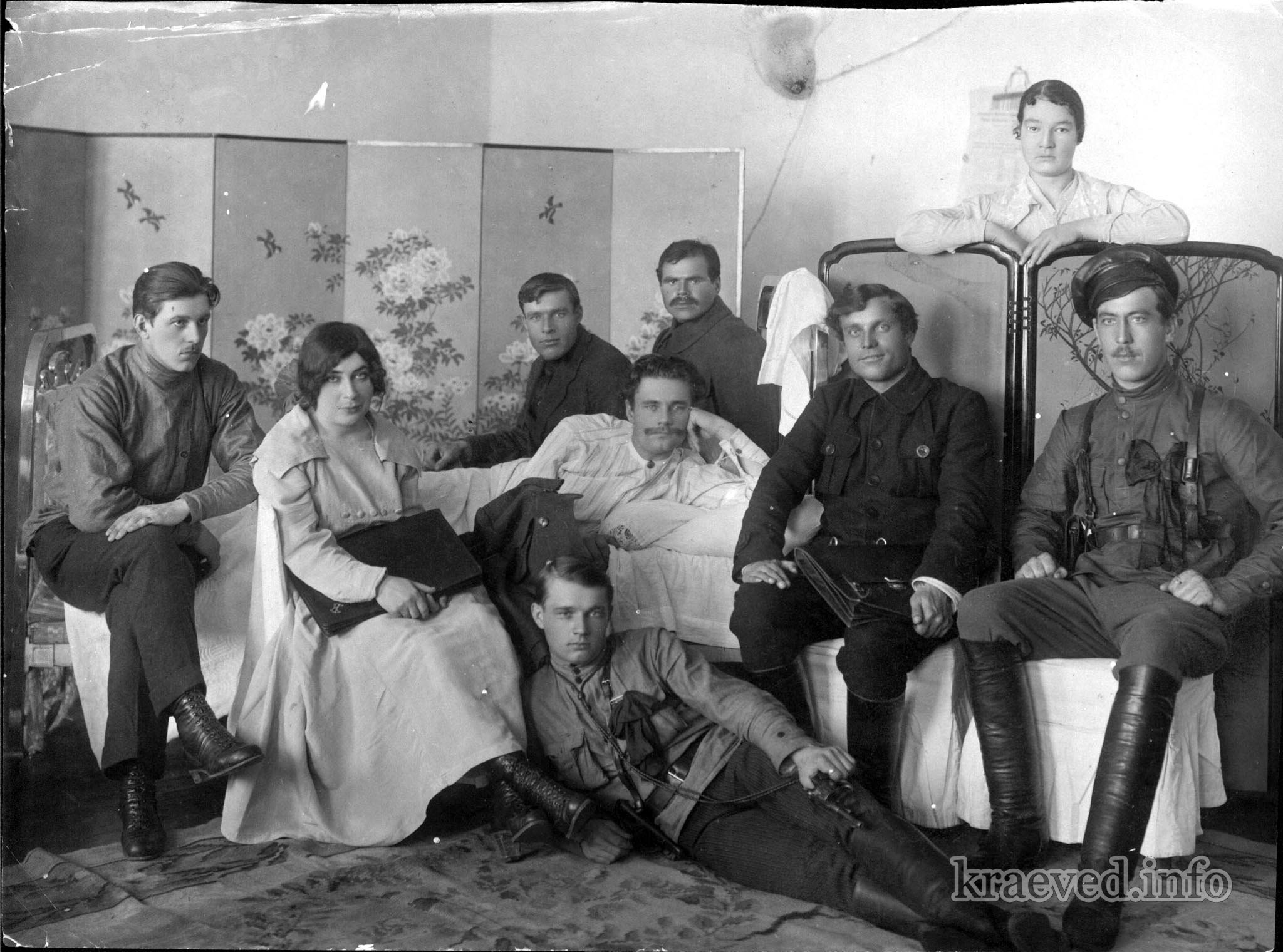
1920年3月底，紅軍尼古拉區前線的指揮部，左二是游擊隊參謀長列別傑娃，她的丈夫特里亞皮岑（中間穿白衣的側躺者，同年3月日本軍隊在夜晚使用燃燒火箭襲擊他的軍隊總部，造成腿部中傷，同時他的參謀長吉洪·伊凡諾維奇·瑙莫夫 (Note: Тихон Иванович Наумов)陣亡），與他的游擊隊

庙街事件之後，特里亞皮琴與他的游擊隊不敵日本軍隊強大攻勢，撤退到達柯比村，伊凡·吉洪諾維奇·安德烈耶夫領導叛變，逮捕特里亞皮琴與他的支持者以及列別傑娃，召集紅軍代表與柯比村民一同召開審判法庭，稱為「第103號審判」，隨後她與特里亞皮琴以及21名游擊隊成員，總計23人一同被槍決，還有33人逮捕入獄，其餘被逮捕的人員最後釋放。